# Alexandre Milon de Mesme
Pour l’article homonyme, voir Alexandre Millon (écrivain).
Alexandre Milon de Mesme (4 juin 1688, Paris - 18 novembre 1771 Saint-Benoît-sur-Loire), est un prélat français, évêque de Valence de 1725 à 1771.

## Biographie
Issu d'une famille originaire d'Anjou, il est le fils d'Henri Milon, intendant général des turcies et levées, grand maître des Eaux et forêts de Poitou, Aunis, etc., et de Jeanne Françoise Angélique Collin. Il est le neveu de Louis Milon de Rigny. 
Docteur de théologie en Sorbonne, il devient chanoine de Saint-Martin de Tours, prévôt de la Varenne, prieur de Villers-Saint-Sépulcre. Il est aumônier du roi en 1716. 
En 1725, il est nommé évêque de Valence ; il est consacré par le cardinal Nicolas de Saulx-Tavannes. La même année, il est nommé abbé de Léoncel. Il reçoit en 1735 en commende l'abbaye de prémontrés de Val-Secret dans le diocèse de Soissons qu'il résigne peu après. Il devient abbé commendataire de Saint-Benoît-sur-Loire en 1741. Son épiscopat n'est « remarquable que par sa durée et par le fait qu'il est un défenseur des Jésuites ».
Il est décédé et inhumé à Saint-Benoît-sur-Loire « en l'église des révérends pères bénédictins devant la principale porte du chœur de ladite église ». Puis son corps est probablement transféré à Valence. En effet, on trouve sa pierre tombale dans les collatéraux de la cathédrale Saint-Apollinaire de Valence :
Dans le musée à côté de la cathédrale se trouve au rez-de-chaussée un médaillon.